# Niopunktscirkeln

Figur 1. Triangeln (blå) och dess niopunkstcirkel (gul). betecknar ortocentrum, niopunktscirkelns medelpunkt. Höjderna markerade med orange linjer och de nio punkterna är röda. Den gröna triangeln har hörnen i mittpunkterna på sidorna av, medan den mörkröda triangeln har sina hörn i mittpunkterna på sträckorna, och.

Figur 1B: Niopunktscirkeln för en trubbvinklig triangel.

Figur 2. Som figur 1, men vissa detaljer borttagna och några andra tillagda. De tre mittpunktsnormalerna till triangelsidorna markerade med violett. Dessa skär varandra i den omskrivna cirkelns medelpunkt. Eulerlinjen svart.

Figur 2B: Samma som figur 2, men för den trubbvinkliga triangeln i figur 1B.

Niopunktscirkeln, även kallad Eulercirkeln eller Feuerbachs cirkel, är en cirkel på vars omkrets nio punkter som är specifika för en given triangel ligger. Dessa punkter kan delas in i tre grupper om tre och utgörs av (beteckningar enligt figur 1):
1: Mittpunkterna på triangelns sidor: {\displaystyle M_{AB}}, {\displaystyle M_{AC}} och {\displaystyle M_{BC}}
2: Fotpunkterna till höjderna på triangelsidorna från respektive motstående hörn: {\displaystyle A_{H}}, {\displaystyle B_{H}} och {\displaystyle C_{H}}
3: Mittpunkten på de tre höjderna från respektive hörn till ortocentrum {\displaystyle O} (höjdernas gemensamma skärningspunkt): {\displaystyle A_{O}}, {\displaystyle B_{O}} och {\displaystyle C_{O}}
Om triangeln är rätvinklig, likbent eller liksidig sammanfaller vissa av de ovan angivna punkterna och i det "värsta fallet" (en likbent rätvinklig triangel) reduceras antalet till fyra separata punkter (det rätvinkliga hörnet och mittpunkterna på sidorna).
Niopunktscirkelns medelpunkt ({\displaystyle N}) ligger på Eulerlinjen, mitt mellan ortocentrum och medelpunkten i den omskrivna cirkeln till {\displaystyle \triangle ABC}. Denna omskrivna cirkel har den dubbla radien mot niopunktscirkeln. Dessa två egenskaper gör att en linje från ortocentrum till en punkt på den omskrivna cirkeln delas i två lika delar av niopunktscirkeln (se avsnittet Niopunktscirkeln och den omskrivna cirkeln nedan).
Niopunktscirkeln är fotpunktscirkel till ortocentrum (eftersom {\displaystyle A_{H}}, {\displaystyle B_{H}} och {\displaystyle C_{H}} ju är fotpunkter till ortocentrum) och till den omskrivna cirkelns medelpunkt ({\displaystyle M_{AB}}, {\displaystyle M_{AC}} och {\displaystyle M_{BC}} är ju dess fotpunkter).
De fyra trianglarna i ett ortocentriskt system delar niopunktscirkel och de fyra Eulerlinjerna till dessa trianglar skär varandra i niopunktscirkelns medelpunkt.
Niopunktscirkeln tangerar den inskrivna cirkeln (i Feuerbachpunkten) och de vidskrivna cirklarna till triangeln enligt Feuerbachs sats (figur 4).

## Bevis

### Av att de nio punkterna ligger på samma cirkel
Se figur 1 och figur 1B. Texten gäller både spetsvinkliga och trubbvinkliga trianglar.
Först visas att {\displaystyle M_{AB}}, {\displaystyle M_{AC}}, {\displaystyle C_{O}} och {\displaystyle B_{O}} utgör hörnen i en rektangel:
Eftersom {\displaystyle B_{O}} är mittpunkt på {\displaystyle {\overline {OB}}} och {\displaystyle C_{O}} är mittpunkt på {\displaystyle {\overline {OC}}}, så är {\displaystyle \triangle BOC} och {\displaystyle \triangle {B_{O}}O{C_{O}}} likformiga och alltså är {\displaystyle {\overline {{B_{O}}{C_{O}}}}} parallell med {\displaystyle {\overline {BC}}} (och hälften så lång).
På motsvarande sätt är {\displaystyle \triangle BAC} och {\displaystyle \triangle M_{AB}AM_{AC}} likformiga och således är {\displaystyle {\overline {M_{AB}M_{AC}}}} parallell med {\displaystyle {\overline {BC}}} (och hälften så lång) och därmed även parallell med {\displaystyle {\overline {{B_{O}}{C_{O}}}}} (och också lika lång som denna).
Eftersom {\displaystyle M_{AB}} är mittpunkt på {\displaystyle {\overline {AB}}} och {\displaystyle B_{O}} är mittpunkt på {\displaystyle {\overline {OB}}} så är {\displaystyle {\overline {M_{AB}B_{O}}}} parallell med {\displaystyle {\overline {AA_{H}}}}. Och av motsvarande skäl är också {\displaystyle {\overline {M_{AC}C_{O}}}} parallell med {\displaystyle {\overline {AA_{H}}}}, och därmed med {\displaystyle {\overline {M_{AB}B_{O}}}}.
Då {\displaystyle {\overline {AA_{H}}}} och {\displaystyle {\overline {BC}}} bildar rät vinkel mot varandra så bildar även både {\displaystyle {\overline {M_{AB}B_{O}}}} och {\displaystyle {\overline {M_{AC}C_{O}}}} rät vinkel mot såväl {\displaystyle {\overline {{B_{O}}{C_{O}}}}} som {\displaystyle {\overline {M_{AB}M_{AC}}}}.
Alltså är {\displaystyle M_{AB}}, {\displaystyle M_{AC}}, {\displaystyle C_{O}} och {\displaystyle B_{O}} hörnen i en rektangel.
På samma sätt visas att även {\displaystyle M_{BC}}, {\displaystyle M_{AB}}, {\displaystyle A_{O}} och {\displaystyle C_{O}} är hörn i en rektangel, liksom {\displaystyle M_{AC}}, {\displaystyle M_{BC}}, {\displaystyle B_{O}} och {\displaystyle A_{O}}.
Rektangeln {\displaystyle \square M_{AB}M_{AC}C_{O}B_{O}} har diagonalerna {\displaystyle {\overline {M_{AB}C_{O}}}} och {\displaystyle {\overline {M_{AC}B_{O}}}}. Den första av dessa är även diagonal i {\displaystyle \square M_{BC}M_{AB}A_{O}C_{O}}, medan den andra är diagonal i {\displaystyle \square M_{AC}M_{BC}B_{O}A_{O}}. Dessa båda andra rektanglar har dessutom den gemensamma diagonalen {\displaystyle {\overline {M_{BC}A_{O}}}}. Eftersom skärningspunkten mellan de två liklånga diagonalerna i en rektangel delar diagonalerna på mitten, är avstånden från skärningspunkten ({\displaystyle N}) till hörnen lika och vi har således:
{\displaystyle |{\overline {NA_{O}}}|=|{\overline {NB_{O}}}|=|{\overline {NC_{O}}}|=|{\overline {NM_{AB}}}|=|{\overline {NM_{AC}}}|=|{\overline {NM_{BC}}}|=r}
vilket innebär att de sex punkterna ligger på omkretsen av en cirkel med medelpunkt i {\displaystyle N} och radien {\displaystyle r}. Denna cirkel är "Eulers sexpunktscirkel".
Nu återstår det att visa att även höjdernas fotpunkter ligger på denna cirkel, vilket här görs för {\displaystyle A_{H}} ({\displaystyle B_{H}} och {\displaystyle C_{H}} visas på samma sätt):
Betrakta den rätvinkliga {\displaystyle \triangle A_{H}A_{O}M_{BC}} i vilken {\displaystyle {\overline {A_{O}M_{BC}}}} är hypotenusa. {\displaystyle N} är mittpunkt på denna hypotenusa och då Thales sats säger att den omskrivna cirkeln till en rätvinklig triangel har sin medelpunkt i mittpunkten på hypotenusan, följer omedelbart att
{\displaystyle |{\overline {NA_{O}}}|=|{\overline {NM_{BC}}}|=r=|{\overline {NA_{H}}}|}, och {\displaystyle A_{H}} ligger således på cirkeln.
Beviset är härmed klart och de nio punkterna ligger således på en cirkel med medelpunkt i {\displaystyle N} och radien {\displaystyle r={\frac {|{\overline {A_{O}M_{BC}}}|}{2}}={\frac {|{\overline {B_{O}M_{AC}}}|}{2}}={\frac {|{\overline {C_{O}M_{AB}}}|}{2}}}
Eftersom {\displaystyle |{\overline {M_{AB}M_{AC}}}|=|{\overline {B_{O}C_{0}}}|}, {\displaystyle |{\overline {M_{AC}M_{BC}}}|=|{\overline {A_{O}B_{0}}}|} och {\displaystyle |{\overline {M_{AB}M_{BC}}}|=|{\overline {A_{O}B_{0}}}|} så är {\displaystyle \triangle M_{BC}M_{AB}M_{AC}} ("mittpunktstriangeln", grön i figur 1) och {\displaystyle \triangle A_{O}B_{O}C_{O}} (mörkröd) kongruenta och sammanfaller om den ena roteras 180° kring {\displaystyle N} (alla hörnen ligger ju på niopunktscirkeln vars medelpunkt ligger i {\displaystyle N}). Denna röda triangel kallas Eulertriangeln och dess hörn Eulerpunkterna.

### Av att niopunktscirkelns medelpunkt ligger på Eulerlinjen mitt mellan ortocentrum och den omskrivna cirkelns medelpunkt och......av att niopunktscirkelns radie är hälften av radien i triangelns omskrivna cirkel
Se figur 2 och figur 2B.
De tre mittpunktsnormalerna till triangelsidorna i {\displaystyle \triangle ABC} skär varandra i den omskrivna cirkelns medelpunkt ({\displaystyle E}) Den linje som går genom {\displaystyle E} och {\displaystyle O} kallas Eulerlinjen.
Börja med att betrakta trianglarna {\displaystyle \triangle AM_{AB}M_{AC}}, {\displaystyle \triangle M_{AB}BM_{BC}} och {\displaystyle \triangle M_{AC}M_{BC}C}. Eftersom {\displaystyle M_{AB}}, {\displaystyle M_{AC}} och {\displaystyle M_{BC}} är mittpunkter på sidorna av {\displaystyle \triangle ABC} är de dels inbördes kongruenta och dels likformiga med {\displaystyle \triangle ABC}, men hälften så stora. Även den gröna mittpunktstriangeln {\displaystyle \triangle M_{BC}M_{AB}M_{AC}} är kongruent med de tre trianglarna (den har ju samma sidlängder som dessa). Notera nu att de tre mittpunktsnormalerna till {\displaystyle \triangle ABC} är höjder ({\displaystyle {\overline {M_{AB}M_{AC}}}} är ju parallell med {\displaystyle {\overline {AC}}} etcetera) i {\displaystyle \triangle M_{BC}M_{AB}M_{AC}}, varigenom {\displaystyle E} är ortocentrum i {\displaystyle \triangle M_{BC}M_{AB}M_{AC}}. Eftersom skalan i {\displaystyle \triangle ABC} är den dubbla mot i {\displaystyle \triangle M_{BC}M_{AB}M_{AC}}, så är {\displaystyle |{\overline {AO}}|=2\cdot |{\overline {M_{BC}E}}|\Rightarrow |{\overline {A_{O}O}}|=|{\overline {M_{BC}E}}|}.
Men {\displaystyle {\overline {M_{BC}E}}} är parallell med {\displaystyle {\overline {AA_{H}}}} och eftersom {\displaystyle N} är mittpunkt på {\displaystyle {\overline {A_{O}M_{BC}}}} och {\displaystyle |{\overline {A_{O}O}}|=|{\overline {M_{BC}E}}|} måste {\displaystyle N} också vara mittpunkt på {\displaystyle {\overline {OE}}}.
Niopunktscirkeln är den omskrivna cirkeln till {\displaystyle \triangle M_{BC}M_{AB}M_{AC}} och eftersom alla avstånd i {\displaystyle \triangle ABC} är dubbelt så stora som i {\displaystyle \triangle M_{BC}M_{AB}M_{AC}}, följer direkt att även radien i den omskrivna cirkeln till {\displaystyle \triangle ABC}är dubbelt så stor som niopunktscirkelns radie.

## Särfall

### Rätvinklig olikbent triangel
|  | Eftersom vinkeln i {\displaystyle B} är rät är kateterna även höjder och ortocentrum, {\displaystyle O}, sammanfaller därför med {\displaystyle B}, vilket gör att mittpunkten på {\displaystyle {\overline {OB}}} också ligger i {\displaystyle B}. Dessutom sammanfaller ju även höjdernas fotpunkter för {\displaystyle A} och {\displaystyle C} med {\displaystyle B} – vi får alltså {\displaystyle B=O=B_{O}=A_{H}=C_{H}} Eftersom {\displaystyle O} och {\displaystyle B} sammanfaller, så sammanfaller även mittpunkterna på {\displaystyle {\overline {AO}}} och {\displaystyle {\overline {AB}}}, det vill säga {\displaystyle A_{O}=M_{AB}} och av samma skäl får vi att {\displaystyle C_{O}=M_{BC}}. Dessa åtta punkter reduceras härvid till fyra, vilka ligger i hörnen på en rektangel. Att den nionde punkten, {\displaystyle B_{H}}, ligger på samma cirkel som dessa andra fyra punkter, följer av Thales sats, eftersom vinkeln {\displaystyle \angle BB_{H}M_{AC}} är rät och att cirkelns medelpunkt är mittpunkt på hypotenusan i {\displaystyle \triangle BB_{H}M_{AC}}. Niopunktscirkelns medelpunkt ligger såklart i skärningspunkten mellan kvadratens diagonaler och dess radie är {\displaystyle r=\|{\overline {AE}}\|/{2}=\|{\overline {AC}}\|/{4}}. Eftersom triangeln är rätvinklig ligger den omskrivna cirkelns medelpunkt mitt på hypotenusan, det vill säga sammanfaller med {\displaystyle M_{AC}}, och således ligger niopunktscirkelns medelpunkt på Eulerlinjen mitt mellan ortocentrum och den omskrivna cirkelns medelpunkt. Den omskrivna cirkelns radie är lika med {\displaystyle \|{\overline {AC}}\|/{2}=2r}. Det vill säga att {\displaystyle 2r=\|{\overline {EB}}\|=2\cdot \|{\overline {NB}}\|}, vilket gör att niopunktscirkeln tangerar den omskrivna cirkeln (i det rätvinkliga hörnet {\displaystyle B}), vilket är en egenhet för rätvinkliga trianglars niopunktscirklar (se avsnittet Niopunktscirkeln och den omskrivna cirkeln nedan). |

### Likbenta trianglar
Likbenta trianglar har gemensamt att mittpunkten, {\displaystyle M_{BC}}, på den oliklånga sidan (på en liksidig triangel gäller detta för alla sidor) sammanfaller med fotpunkten, {\displaystyle A_{H}}, till det mot denna sida motstående hörnet.
| Trubbvinklig likbent triangel |  | Rätvinklig likbent triangel |  | Liksidig triangel |  | Likbent triangel | |
| (toppvinkel > 90°) |  | (toppvinkel = 90°) |  | (toppvinkel = 60°) |  | (toppvinkel < 60°) | (toppvinkel ≪ 60°) |
| |  | |  | |  | | |
| Det speciella med trubbvinkliga trianglar är att de flesta punkter ligger utanför triangeln. Speciellt ligger ortocentrum utanför dessa båda cirklar, vilket medför att niopunktscirkeln skär triangelns omskrivna cirkel – niopunktscirkeln går ju genom {\displaystyle A_{O}}, som ligger på höjden från {\displaystyle A} till {\displaystyle O}, medan den omskrivna cirkeln går genom {\displaystyle A} (detta gäller alla trubbvinkliga trianglar, inte bara likbenta sådana). Notera även att Eurlertriangeln och mittpunktstriangeln inte har några gemensamma punkter och att alla Eulerpunkter kommer i en obruten följd i förhållande till triangelsidornas mittpunkter på niopunktscirkeln. |  | Samma resonemang som för den rätvinkliga olikbenta triangeln ovan (notera dock att triangeln vridits 135° och att beteckningarna flyttats), men med två skillnader. Dels gör de lika vinklarna i {\displaystyle B} och {\displaystyle C} att fotpunkten till höjden från {\displaystyle A} på hypotenusan sammanfaller med dennas mittpunkt så att antalet separata punkter reduceras till fyra, och dels gör de liklånga kateterna att dessa fyra punkter bildar hörn i en kvadrat. Notera också att hypotenusan i Eulertriangeln sammanfaller med hypotenusan i mittpunktstriangeln. När toppvinkeln minskas kryper ortoccentrum inåt mot niopunktscirkelns centrum, vilket dels gör att {\displaystyle B_{O}} och {\displaystyle C_{O}} separeras från {\displaystyle M_{AB}} respektive {\displaystyle M_{AC}}, dels att {\displaystyle A_{O}} följer efter {\displaystyle O} ned längs höjden genom {\displaystyle A} och dels att {\displaystyle B_{H}} och {\displaystyle C_{H}} kryper ner längs varsin (tidigare) katet. De fyra punkterna som definierar niopunktscirkeln ökar härvid återigen till åtta. Samtidigt kryper även den omskrivna cirkelns mittpunkt, {\displaystyle E}, in i triangeln längs höjden genom {\displaystyle A}, varvid kontakten med niopunktscirkeln släpper och denna kommer att helt ligga inom den omskrivna cirkeln. Tills... |  | ... toppvinkeln nått 60 då både {\displaystyle O} och {\displaystyle E} sammanfaller med niopunktscirkelns mittpunkt och {\displaystyle B_{H}} och {\displaystyle C_{H}} nått fram till {\displaystyle M_{AC}} respektive {\displaystyle M_{AB}} varvid två punkter "försvinner" och bara sex återstår. Dessa sex pukter är jämnt fördelade längs niopunktscirkelns omkrets, så att de utgör hörnen i en regelbunden sexhörning (och Eulertriangeln tillsammans med mittpunktstriangeln utgör ett regelbundet hexagram). De tre höjderna är nu dessutom bisektriser till de tre hörnvinklarna, vilket innebär att den inskrivna cirkelns centrum sammanfaller med niopunktscirkelns och eftersom de tre bisektrisernas skärningspunkter med triangelsidorna (i vilka den inskrivna cirkeln tangerar triangeln) sammanfaller med höjdernas fotpunkter på respektive sida, sammanfaller även den inskrivna cirkeln med niopunktscirkeln. |  | När toppvinkeln minskas ytterligare separeras {\displaystyle O}, {\displaystyle N} och {\displaystyle E} igen, men nu i motsatt ordning (så att {\displaystyle E} nu kommer närmast toppvinkeln), vilket leder till att {\displaystyle B_{H}} separeras från {\displaystyle M_{AC}} och att {\displaystyle C_{H}} separeras från {\displaystyle M_{AB}} (men nu med mittpunkterna, inte fotpunkterna till höjderna, närmast toppen), så att antalet separata punkter återigen blir åtta. Ju mindre toppvinkeln blir desto mer närmar sig den omskrivna triangelns medelpunkt mittpunkten på triangelns höjd genom {\displaystyle A} (utan att nånsin nå dit) medan ortocentrum på samma sätt närmar sig "baslinjen" {\displaystyle {\overline {BC}}}. {\displaystyle A_{O}}, {\displaystyle M_{AB}} och {\displaystyle M_{AC}} "flockas" härvid kring den omskrivna cirkelns höjd, medan de övriga punkterna på niopunktscirkeln samlas kring ortocentrum. Niopunktscirkelns mittpunkt närmar sig alltmer att ligga en fjärdeldel av höjden genom {\displaystyle A} upp från baslinjen {\displaystyle {\overline {BC}}}. | När toppvinkeln minskas ytterligare separeras {\displaystyle O}, {\displaystyle N} och {\displaystyle E} igen, men nu i motsatt ordning (så att {\displaystyle E} nu kommer närmast toppvinkeln), vilket leder till att {\displaystyle B_{H}} separeras från {\displaystyle M_{AC}} och att {\displaystyle C_{H}} separeras från {\displaystyle M_{AB}} (men nu med mittpunkterna, inte fotpunkterna till höjderna, närmast toppen), så att antalet separata punkter återigen blir åtta. Ju mindre toppvinkeln blir desto mer närmar sig den omskrivna triangelns medelpunkt mittpunkten på triangelns höjd genom {\displaystyle A} (utan att nånsin nå dit) medan ortocentrum på samma sätt närmar sig "baslinjen" {\displaystyle {\overline {BC}}}. {\displaystyle A_{O}}, {\displaystyle M_{AB}} och {\displaystyle M_{AC}} "flockas" härvid kring den omskrivna cirkelns höjd, medan de övriga punkterna på niopunktscirkeln samlas kring ortocentrum. Niopunktscirkelns mittpunkt närmar sig alltmer att ligga en fjärdeldel av höjden genom {\displaystyle A} upp från baslinjen {\displaystyle {\overline {BC}}}. |

## Niopunktscirkeln och den omskrivna cirkeln

Figur 3. Niopunktscirklar (gula) och omskrivna cirklar (violetta) för, överst trubbvinklig och rät, samt därunder, spetsvinklig och liksidig triangel.

Figur 4
Den inskrivna cirkeln (grön) till tangerar niopunktscirkeln (magenta) i Feuerbachpunkten. De vidskrivna cirklarna (också de gröna) tangerar niopunktscirkeln i den orange Feuerbachtriangelns hörn.

Figur 3 visar de relativa lägena för niopunktscirkeln (gul) och den omskrivna cirkeln (violett) beroende på den största triangelvinkelns värde. Särskilt märks här att de båda cirklarna tangerar varandra om triangeln är rät och att de är koncentriska om triangeln är liksidig (se även avsnittet Särfall ovan). I figuren visas också läget av ortocentrum {\displaystyle O}, niopunktscirkelns medelpunkt {\displaystyle N} och den omskrivna cirkelns medelpunkt {\displaystyle E} längs den svarta Eulerlinjen. I figuren har även en rät linje (grön) genom ortocentrum dragits, för vilken följande sats är tillämplig:
Sats
Om en linje genom ortocentrum skär den omskrivna cirkeln, delas sträckan från ortocentrum till skärningspunkten i två lika delar av niopunktscirkeln.
Bevis
Vi kallar linjens skärningspunkt med niopunktscirkeln {\displaystyle A} och med den omskrivna cirkeln för {\displaystyle B}.
i avsnittet Bevis ovan har visats dels att avståndet från ortocentrum till den omskrivna cirkelns medelpunkt är det dubbla mot ortocentrums avstånd till niopunktscirkelns medelpunkt, och dels att den omskrivna cirkelns radie är den dubbla radien för niopunktscirkeln. Vi har alltså:
{\displaystyle |{\overline {OE}}|=2\cdot |{\overline {ON}}|} och {\displaystyle |{\overline {EB}}|=2\cdot |{\overline {NA}}|}
Detta räcker som bevis i det fall triangeln är liksidig. I annat fall har vi också:
{\displaystyle \angle NOA=\angle EOB}
och således är {\displaystyle \triangle NOA} och {\displaystyle \triangle EOB} likformiga, vilket direkt ger att:
{\displaystyle |{\overline {OB}}|=2\cdot |{\overline {OA}}|}
och beviset är klart.
Om triangeln ej är rätvinklig skär linjen genom ortocentrum vardera cirkeln i två punkter (vilket markerats för den trubbvinkliga triangeln där alla skärningspunkterna ligger på samma sida om ortocentrum). Att det även gäller för {\displaystyle \triangle NOA'} och {\displaystyle \triangle EOB'} visas på samma sätt.
Sats
Alla trianglar som är inskrivna i samma cirkel och som har gemensamt ortocentrum delar också samma niopunktscirkel.
Bevis
Detta följer direkt ur att om två trianglar omskrives av samma cirkel så delar de också medelpunkten till denna cirkel och har de ett gemensamt ortocentrum så har deras niopunktscirklar också samma medelpunkt (eftersom denna ju ligger mitt emellan de båda övriga). Niopunktscirkelns radie är dessutom densamma för alla trianglar som har samma omskrivna cirkel – hälften av dennas.

## Konstruktion av niopunktscirkeln med passare och rätskiva
Beteckningar enligt figur 2.
1. Dra två höjder till {\displaystyle \triangle ABC}, exempelvis {\displaystyle {\overline {AA_{H}}}} och {\displaystyle {\overline {CC_{H}}}}, och i skärningspunkten mellan dessa ligger {\displaystyle O}.
2. Dra två mittpunktsnormaler till två av sidorna i {\displaystyle \triangle ABC}, exempelvis genom {\displaystyle M_{BC}} och {\displaystyle M_{AB}}. I deras skärningspunkt ligger {\displaystyle E}.
3. Rita linjen {\displaystyle {\overline {OE}}} och konstruera mittpunktsnormelen till denna linje och där denna normal skär {\displaystyle {\overline {OE}}} ligger {\displaystyle N}.
4. Erhåll {\displaystyle r} från avståndet mellan {\displaystyle N} och någon av sidornas mittpunkter (eller höjdernas fotpunkter) och rita cirkeln med passaren.
Alternativt kan man exempelvis konstruera sidornas mittpunkter till {\displaystyle \triangle ABC}, rita {\displaystyle \triangle M_{A}M_{B}M_{C}}, konstruera mittpunktsnormalerna till två av denna triangels sidor och erhålla {\displaystyle N} i deras skärningspunkt (som ju är den omskrivna cirkelns medelpunkt). Radien fås från avståndet från {\displaystyle N} till något av hörnen i {\displaystyle \triangle M_{A}M_{B}M_{C}}.

## Historik
Upptäckten av niopunktscirkeln tillskrivs ofta, något felaktigt, Leonhard Euler som 1765 visade att höjdernas fotpunkter och sidornas mittpunkter ligger på samma cirkel, men det första beviset för att alla nio punkterna gör det anses vara det som publicerades 1821 av Jean-Victor Poncelet och Charles Julien Brianchon. Karl Wilhelm Feuerbach publicerade sedan 1822 upptäckten av den sats som uppkallats efter honom och som säger att niopunktscirkeln tangerar såväl den inskrivna cirkeln som triangelns tre vidskrivna cirklar (figur 4).